# George William Hill

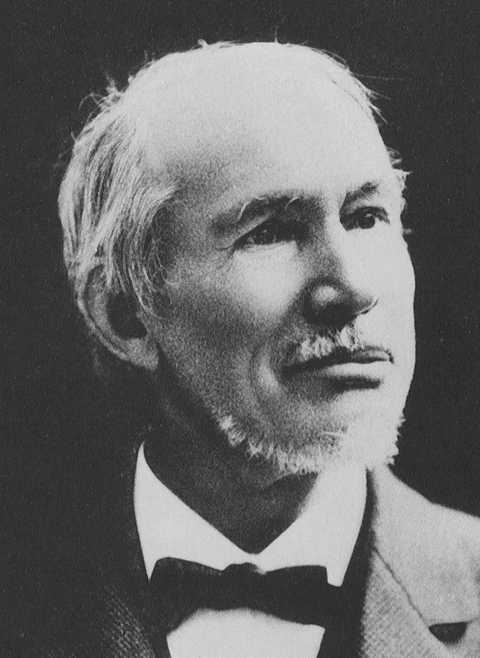

George William Hill (* 3. März 1838 in New York; † 16. April 1914 in West Nyack bei New York) war ein US-amerikanischer Astronom und Mathematiker, dessen Methoden zur Bahnberechnung von Himmelskörpern bis heute verwendet werden. Er war mit seinen Arbeiten über Bahnstörungen und das Dreikörperproblem einer der bedeutendsten theoretischen Astronomen seiner Zeit.

## Leben
Hill schloss 1859 sein Studium an der Rutgers University ab. Ab 1861 arbeitete er am Nautical-Almanac-Office in Massachusetts. Hier beschäftigte er sich intensiv mit der Mondbahn-Theorie und entwickelte mathematische Methoden zur näherungsweisen Lösung des Dreikörperproblems – insbesondere die Hill'sche Differentialgleichung. Um die Planetenbahnen um die Sonne für die astronomischen Jahrbücher genauer vorausrechnen zu können, trug er auch zu Lösungen des Mehrkörperproblems bei. 1865 wurde er in die American Academy of Arts and Sciences gewählt, 1874 in die National Academy of Sciences.
Hill war von 1894 bis 1896 Präsident der American Mathematical Society. Zwischen 1887 und 1910 gewann er mehrere wissenschaftliche Preise in England und Frankreich (1887 Goldmedaille der Royal Astronomical Society) und wurde um 1910 in mehrere königliche Akademien gewählt – unter anderem jene von Edinburgh, Belgien, Italien, Amsterdam und Schweden. Seit 1903 war er korrespondierendes Mitglied der Académie des sciences in Paris. 1907 wurde er Ehrenmitglied der London Mathematical Society.
Nach ihm sind auch die Hill-Sphäre, die hillschen Gleichungen, der Asteroid (1642) Hill sowie der Mondkrater Hill benannt.